# Pływanie na Igrzyskach Panamerykańskich 1955
Turniej w ramach Igrzysk w Meksyku 1955 

## Klasyfikacja medalowa
| Klasyfikacja medalowa | Klasyfikacja medalowa | Klasyfikacja medalowa | Klasyfikacja medalowa | Klasyfikacja medalowa | Klasyfikacja medalowa |
| Miejsce               | Państwo               | Złoto                 | Srebro                | Brąz                  | Razem                 |
| --------------------- | --------------------- | --------------------- | --------------------- | --------------------- | --------------------- |
| 1                     | Stany Zjednoczone     | 10                    | 6                     | 6                     | 22                    |
| 2                     | Kanada                | 4                     | 3                     | 2                     | 9                     |
| 3                     | Argentyna             | 1                     | 5                     | 4                     | 10                    |
| 4                     | Meksyk                | 1                     | 1                     | 3                     | 5                     |
| 5                     | Kuba                  | 0                     | 1                     | 0                     | 1                     |
| 6                     | Kolumbia              | 0                     | 0                     | 1                     | 1                     |
| Razem                 | Razem                 | 16                    | 16                    | 16                    | 48                    |

## Medaliści
| Konkurencja              | 1. miejsce                                                                           | 2. miejsce                                                                      | 3. miejsce                                                              |           |
| Mężczyźni                | Mężczyźni                                                                            | Mężczyźni                                                                       | Mężczyźni                                                               | Mężczyźni |
| ------------------------ | ------------------------------------------------------------------------------------ | ------------------------------------------------------------------------------- | ----------------------------------------------------------------------- | --------- |
| 100 m stylem dowolnym    | Clarke Scholes                                                                       | George Park                                                                     | Carl Woolley                                                            |           |
| 200 m stylem dowolnym    | James McLane                                                                         | Wayne Moore                                                                     | Oscar Kramer                                                            |           |
| 1500 m stylem dowolnym   | James McLane                                                                         | Oscar Kramer                                                                    | Gilberto Arango                                                         |           |
| 100 m stylem grzbietowym | Frank McKinney                                                                       | Pedro Galvao                                                                    | Leonide „Buddy” Baarcke                                                 |           |
| 200 m stylem klasycznym  | Héctor Domínguez                                                                     | Manuel Sanguily                                                                 | Walter Ocampo                                                           |           |
| 200 m stylem motylkowym  | Eulalio Ríos                                                                         | Walter Ocampo                                                                   | William Yorzyk                                                          |           |
| 4x200 m stylem dowolnym  | Stany Zjednoczone · Martin Smith · William Yorzyk · Wayne Moore · James McLane       | Argentyna · Pedro Galvão · Federico Zwanck · José Izaguirre · Jorge Vogt        | Kanada · George Park · Allen Gilchrist · Gerry McNamee · Ted Simpson    |           |
| 4x100 m stylem zmiennym  | Stany Zjednoczone · Fred Maguire · Frank McKinney · Leonide Baarcke · Clarke Scholes | Argentyna · Pedro Galvão · Héctor Domínguez · Orlando Cossani · Federico Zwanck | Meksyk · Clemente Mejía · Walter Ocampo · Eulalio Ríos · Otilio Holguin |           |

| Konkurencja              | 1. miejsce                                                                          | 2. miejsce                                                                 | 3. miejsce                                                                        |         |
| Kobiety                  | Kobiety                                                                             | Kobiety                                                                    | Kobiety                                                                           | Kobiety |
| ------------------------ | ----------------------------------------------------------------------------------- | -------------------------------------------------------------------------- | --------------------------------------------------------------------------------- | ------- |
| 100 m stylem dowolnym    | Helen Stewart                                                                       | Wanda Werner                                                               | Virginia Grant                                                                    |         |
| 200 m stylem dowolnym    | Wanda Werner                                                                        | Liliana Gonzalias                                                          | Gilda Aranda                                                                      |         |
| 400 m stylem dowolnym    | Beth Whittall                                                                       | Carolyn Green                                                              | Carol Tait                                                                        |         |
| 100 m stylem grzbietowym | Leonore Fisher                                                                      | Coralie O'Connor                                                           | Cynthia Gill                                                                      |         |
| 200 m stylem klasycznym  | Mary Lou Elsenius                                                                   | Mary Jane Sears                                                            | Beatriz Rohde                                                                     |         |
| 100 m stylem motylkowym  | Beth Whittall                                                                       | Betty Brey                                                                 | Shelley Mann                                                                      |         |
| 4x100 m stylem dowolnym  | Stany Zjednoczone · Wanda Werner · Carolyn Green · Gretchen Kluter · Judith Roberts | Kanada · Helen Stewart · Gladys Priestley · Virginia Grant · Beth Whittall | Argentyna · Liliana Gonzalias · Ana María Schultz · Eileen Holt · Cristina Kujath |         |
| 4x100 m stylem zmiennym  | Stany Zjednoczone · Coralie O'Connor · Mary Jane Sears · Betty Brey · Wanda Werner  | Kanada · Helen Stewart · Virginia Grant · Beth Whittall · Lenora Fisher    | Argentyna · Liliana Gonzalias · Eileen Holt · Vanna Rocco · Beatríz Rohde         |         |